# Mitrella moleculina
Mitrella moleculina là một loài ốc biển, là động vật thân mềm chân bụng sống ở biển trong họ Columbellidae.

## Miêu tả
The shell size is 8.5 mm

## Phân bố
Chúng phân bố ở Ấn Độ Dương dọc theo Aldabra và Madagascar và ở biển dọc theo Philippines, Hàn Quốc và Nhật Bản.